# XXIII століття до н. е.

## Події
- Стародавній Єгипет: правління шостої династії фараонів;
- Битва при Уруку